# Pardalotus punctatus
Pardalote-ponteado ou pardalote-pontilhado (Pardalotus punctatus) é uma ave passeriforme da família Pardalotidae. Mede em média entre 8 e 10,5 centímetros. É colorido: Em cima é marrom e em baixo é amarelo, além de manchas brancas em cima. É responsável por fertilizar o solo da Austrália.